# أرز مسلوق

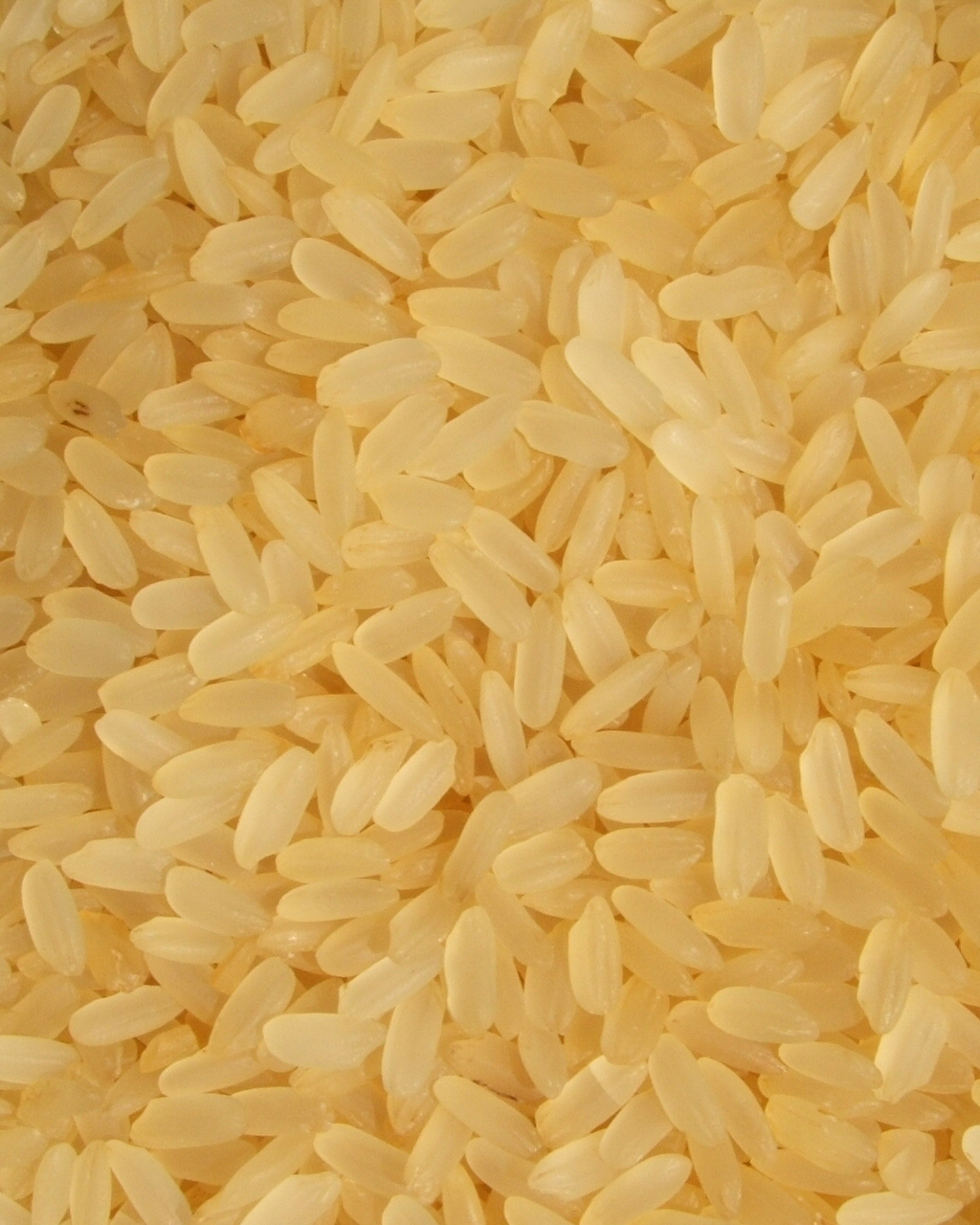
أرز مسلوق

الأرز المسلوق (بالإنجليزية: Parboiled rice)‏ هو الأرز الذي سبق غليه في القشر. السلق يجعل الأرز أسهل للمعالجة باليد، ويحسن صورته الغذائية (باستثناء محتوى فيتامين-ب، والذي يتعرض لعملية المسخ)، وتغير قوامه.